# Кызылказахстан (Акмолинская область)
Кызылказахстан (каз. Қызылқазақстан) — село в Сандыктауском районе Акмолинской области Казахстана. Входит в состав Жамбылского сельского округа. Код КАТО — 116443300.

## География
Село расположено в западной части района, в 45 км на запад от центра района села Балкашино, в 16 км на юго-запад от центра сельского округа села Приозёрное.

### Улицы[2]
- ул. Балапан,
- ул. Жастар,
- ул. Мектеп,
- ул. Нургабыла Малгаждарова.

### Ближайшие населённые пункты
- посёлок Шантобе в 6 км на востоке,
- село Сокологоровка в 15 км на северо-западе,
- село Чашке в 15 км на юге.

## Население
В 1989 году население села составляло 344 человек (из них казахов 100%).
В 1999 году население села составляло 436 человек (222 мужчины и 214 женщин). По данным переписи 2009 года, в селе проживали 353 человека (182 мужчины и 171 женщина).
| Численность населения | Численность населения | Численность населения |
| 1989                  | 1999                  | 2009                  |
| --------------------- | --------------------- | --------------------- |
| 344                   | ↗436                  | ↘353                  |

## Известные жители и уроженцы
- Малгаждаров, Нургабыл (1929 —1993), Герой Социалистического Труда. Его именем названа средняя школа и улица в селе.